# Blommig falukorv
"Blommig falukorv" är en sång skriven och inspelad av Hans Alfredson, från 1965, även utgiven på albumet Hans Alfredson sjunger Blommig falukorv och andra visor för barn (LP 1965, CD 1996).
Den handlar om ett barn som ratar all möjlig husmanskost som till exempel fisk och spenat, plättar med lingonsylt, biff med lök, rotmos, isterband samt pytt och det enda barnet kan tänka sig att äta är blommig falukorv.
Black Ingvars har gjort en cover av låten. Det finns även en finsk version av sången inspelad av Jari Pasma 2018.
Sången gav upphov till att det 1996 började säljas falukorv med tryckta blommor på skinnet, bland annat på Ikea, även utomlands. Slakteriet i Ugglarp skrev ett avtal med Alfredson så att ersättningen för att använda idén gick till BRIS.